# Randhalsiger Herzschild-Schnellkäfer

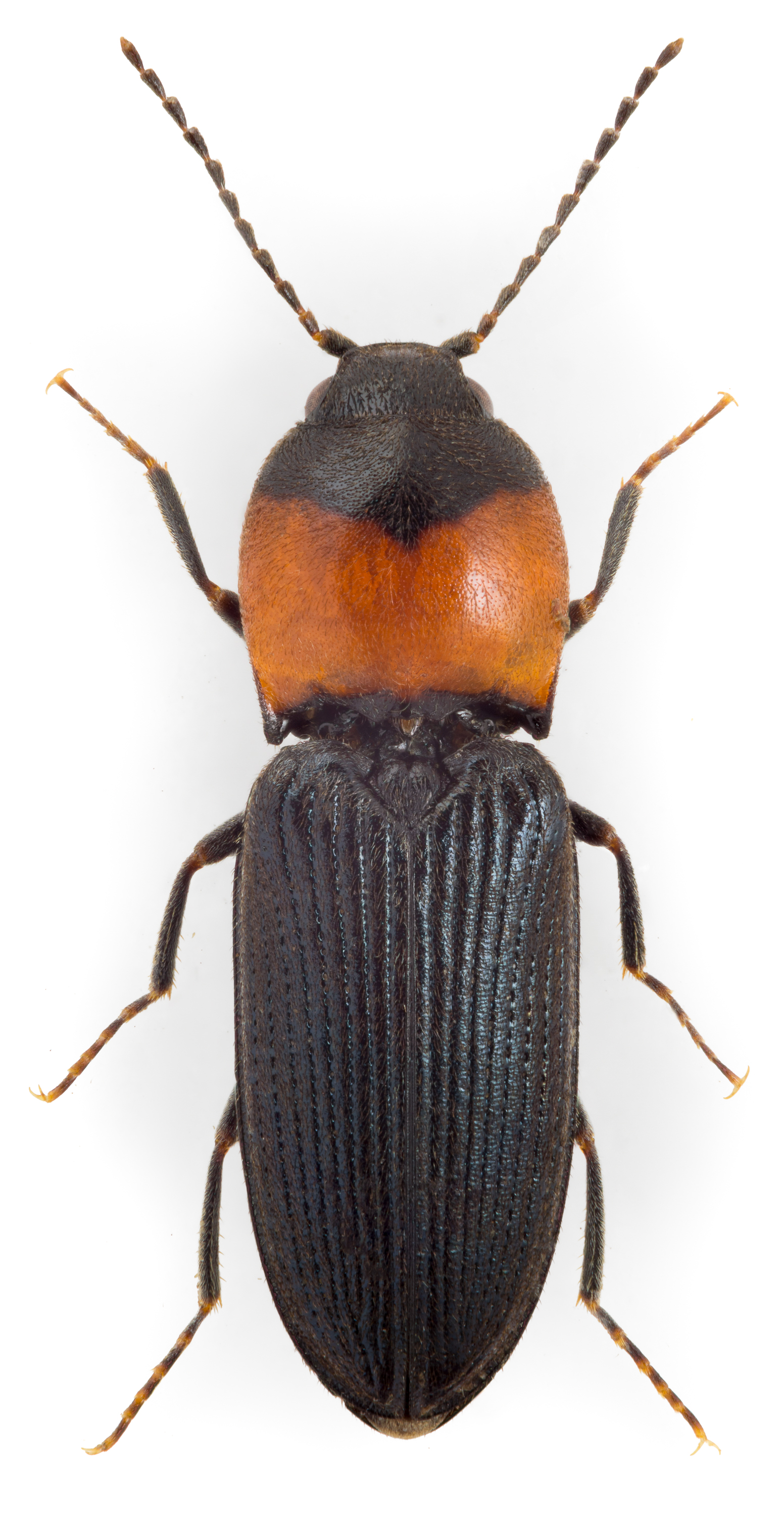
Präparat, Dorsalansicht

Der Randhalsige Herzschild-Schnellkäfer (Cardiophorus ruficollis) ist ein Schnellkäfer aus der Unterfamilie der Cardiophorinae. Der lateinische Namenszusatz ruficollis bedeutet „rothalsig“ oder „mit rotem Kragen“.

## Merkmale
Die überwiegend schwarz gefärbten schlanken Schnellkäfer erreichen eine Körperlänge von 5,7–7,2 mm. Der Halsschild ist vorne schwarz, ansonsten rotbraun gefärbt. Die bläulich schimmernden Flügeldecken weisen deutliche Punktstreifen auf. Fühler und Beine sind schwarz gefärbt.

## Ähnliche Arten
Es gibt verwandte Arten mit ähnlicher Färbung, deren Verbreitungsgebiet aber überwiegend außerhalb von Mitteleuropa liegt.
- Cardiophorus anticus – rotgelbe Beine
- Cardiophorus collaris – Flügeldecken ohne Blauschimmer
- Cardiophorus discicollis – Flügeldecken ohne Blauschimmer, abweichendes Halsschildmuster

## Verbreitung
Der Randhalsige Herzschild-Schnellkäfer ist in Europa weit verbreitet. Die Art fehlt auf den Britischen Inseln. Im Westen reicht das Vorkommen bis in die Pyrenäen, im Süden bis nach Italien und Griechenland, im Osten bis nach Russland. Die Art gilt in Mitteleuropa als gefährdet.

## Lebensweise
Man findet den Randhalsigen Herzschild-Schnellkäfer insbesondere in Kiefernheiden mit sandigen Böden. Die adulten Käfer beobachtet man gewöhnlich von März bis Anfang Juni. Die Larven leben räuberisch im Boden oder in Baumstümpfen. Ihre sekundär eingeschnürten Segmente erleichtern ihnen dabei das Bewegen und Graben in lockeren Böden.